# غرانت باترسون
غرانت باترسون (بالإنجليزية: Grant Patterson)‏ هو سباح أسترالي، ولد في 19 مايو 1989 في كيرنز في أستراليا.

## وصلات خارجية
- غرانت باترسون على موقع الاتحاد الأسترالي للسباحة (مؤرشف)  (الإنجليزية)
- غرانت باترسون على موقع Paralympic.org (الإنجليزية)
- غرانت باترسون على موقع اللجنة البارالمبية الأسترالية (الإنجليزية)